# Malattia di Kikuchi-Fujimoto
La malattia di Kikuchi-Fujimoto, chiamata anche linfadenite necrotizzante istiocitaria, è una malattia rara, a carattere benigno e che comunque va incontro a guarigione. Venne scoperta nel 1972 in Giappone dai ricercatori dai quali la patologia trae il nome. La malattia si riscontra soprattutto fra le popolazioni dell'estremo oriente.

## Clinica
La malattia di Kikuchi-Fujimoto è una linfadenopatia a carattere raro che colpisce generalmente la regione cervicale. I primi sintomi sono di solito una leggera febbre, lieve ma continua, e sudorazione, di solito notturna, che può essere anche molto intensa fino ad inzuppare i vestiti. Si possono anche riscontrare, sebbene più raramente, nausea, vomito, mal di gola, perdita di peso.

## Diagnosi
Di solito la diagnosi avviene solo dopo aver effettuato una biopsia dei linfonodi affetti. Come detto l'evoluzione della malattia ha carattere benigno e si risolve con la guarigione spontanea nell'arco di 1-4 mesi.